# Mancomunidad Comarca de Trujillo
La Mancomunidad Comarca Miajadas - Trujillo es una mancomunidad de municipios situados al este de la provincia de Cáceres (España).
Está formada por un total de 14 municipios. Fue constituida en 2005 pero hasta finales de 2006 no fija su objetivo primordial de asegurar la calidad de los servicios para los municipios integrados en la misma.

## Servicios mancomunados
Los fines con los que se creó la mancomunidad fueron los siguientes:
- Abastecimiento domiciliario de agua potable.
- Recogida y tratamiento de residuos sólidos urbanos.
- Planeamiento, ordenación, gestión, ejecución y disciplina urbanística.
- Servicio Social de Base.
- Gestión de Actividades Deportivas, culturales, y/o protección de información a consumidores y usuarios.
- Mantenimiento y conservación de vías y caminos públicos, y parque de maquinaria para dichas finalidades.
- Fomento del desarrollo local, económico y/o promoción del empleo y la formación.
- Guardería rural y/o servicio de prevención y extinción de incendios.

## Lista de municipios
Los municipios que conforman la mancomunidad son los siguientes:
- La Aldea del Obispo
- Conquista de la Sierra
- La Cumbre
- Garciaz
- Herguijuela
- Ibahernando
- Jaraicejo
- Madroñera
- Puerto de Santa Cruz
- Robledillo de Trujillo
- Santa Cruz de la Sierra
- Santa Marta de Magasca
- Torrecillas de la Tiesa
- Trujillo